# Filippo di Colloredo-Mels
Filippo di Colloredo-Mels (Udine, 29 november 1779 - Recanati, 9 oktober 1864) was luitenant-grootmeester van de Orde van Malta vanaf 1845 tot aan zijn dood. Hij volgde Carlo Candida op.
Di Colloredo-Mels kwam uit een Oostenrijkse adellijke familie. Al op vrij jonge leeftijd werd hij aangemeld bij de Orde. Hij wist zich al snel op te werken binnen de Orde en werd in 1845 luitenant-grootmeester. Na zijn dood werd hij opgevolgd door Alessandro Borgia.